# اوکسون (اوب)
اوکسون (به فرانسوی: Auxon) یک کمون در فرانسه است که در canton of Ervy-le-Châtel واقع شده‌است. اوکسون ۲۵٫۴۹ کیلومتر مربع مساحت دارد ۱۵۷ متر بالاتر از سطح دریا واقع شده‌است.